# Velångsbäcken
Velångsbäcken, alternativt Velångskanalen, är ett vattendrag - å - i norra delen av Björklinge socken, mellersta Uppland, Uppsala kommun. Längd ca 10 km.
Velångsbäcken avvattnar sjön Velången samt omgivande myr- och mossmarker, däribland fågelsjön Vissjön. Bäcken passerar väster om Karlsäter. Vid Kallbrunnsmossen kommer tillflödet från Vissjön varefter Velångsbäcken flyter till Närlinge, där den mynnar i Björklingeån.
Bäcken grävdes 1876 - 1879 och fördjupades 1914 i samband med ett sjösänkningsföretag.